# Субпрефектура Фрегезия-ду-О
Субпрефектура Фрегезия-ду-О (порт. Subprefeitura da Freguesia do Ó) — одна из 31 субпрефектур города Сан-Паулу, находится в северо-восточной части города. Общая площадь 31,5 км². Численность населения — 416 743 жителей.
В составе субпрефектуры Фрегезия-ду-О 2 округа:
- Фрегезия-ду-О (Freguesia do Ó)
- Бразиландия (Brasilândia)